# Austrocactus
Austrocactus é um gênero botânico da família Cactaceae.